# Doklady Akademii Nauk Tadzhikskoi SSR
Doklady Akademii Nauk Tadzhikskoi SSR (abreviado Dokl. Akad. Nauk Tadzhiksk. S.S.R.) es una revista con ilustraciones y descripciones botánicas que fue editada en la URSS desde el año 1951.